# Binodoxys nungbaensis
Binodoxys nungbaensis är en stekelart som först beskrevs av Paonam och Singh 1986.  Binodoxys nungbaensis ingår i släktet Binodoxys och familjen bracksteklar. Inga underarter finns listade.